# Glischropus tylopus
Glischropus tylopus is een vleermuis uit het geslacht Glischropus die voorkomt in Myanmar en Thailand en op Malakka, Sumatra, Borneo, Palawan (Filipijnen) en Batjan (Molukken). Het is een kleine, roodbruine tot zwarte gladneus. De soort is makkelijk te herkennen aan de vlezige knobbels op de duimen en voeten. Anders dan bij Tylonycteris-soorten is de tragus lang en puntig.